# 陳大珊
陳大珊（1498年—？年），字若寶，福建兴化府莆田縣人，明朝政治人物。

## 生平
治《書經》，正德十一年（1516年）由國子生中式丙子科福建鄉試第十六名舉人，嘉靖二年（1523年）癸未科會試第一百六十六名，第二甲第一百三十二名進士。授兵部职方主事，进车驾司员外郎，出为广东盐法佥事。进广西參议、海南兵备副使。御史朱淛评价他曰：废寺屯田一无所取，公门私事两不相干。

## 家族
曾祖陳洪。祖父陳耀，壽官。父陳祥四。前母林氏；母朱氏。重庆下。行九，兄大梁、弟大備、大紀。